# نيكولاس رودريغيز كاراسكو
نيكولاس رودريغيز كاراسكو (بالإسبانية: Nicolás Rodríguez Carrasco)‏ هو عسكري مكسيكي، ولد في 1890 في تشيهواهوا في المكسيك، وتوفي في 1940 في سيوداد خواريز في المكسيك.